# Сула Дмитро Анатолійович
Дмитро Анатолійович Сула (нар. 22 лютого 1994, Одеса, Україна) — український футболіст, нападник польського клубу «Вйонзовніца».

## Біографія

### Ранні роки
Дмитро Сула є вихованцем одеського футболу. Грав за одеський «Чорноморець» у Дитячо-юнацькій футбольній лізі та Молодіжному чемпіонаті України. На професійному рівні дебютував 23 липня 2011 року за фарм-клуб одеситів у грі Другої ліги «Єдність» — «Чорноморець-2» (2:2). Дебют виявився вдалим: Сула забив обидва голи своєї команди. Останній матч за «моряків» нападник провів у молодіжній першості 26 вересня 2012 року.

### «Цхінвалі»
У 2017 році приєднався грузинського клубу «Цхінвалі» й у травні цього року взяв участь у двох поєдинках Еворнулі Ліги 2 — другого дивізіону чемпіонату Грузії.

### «Реал Фарма»
Улітку 2017 року підписав контракт з одеською «Реал Фармою», клубом Другої української ліги. 9 липня дебютував за нову команду в домашньому матчі Кубку України проти новокаховської «Енергії» (1:3), вийшовши на заміну на 56-й хвилині. Відзначився голом у першому ж поєдинку за «фармацевтів» у чемпіонаті, зрівнявши рахунок на 54-й хвилині матчу проти «Дніпра» (2:1). 14 серпня того ж року зробив хет-трик у грі проти «Інгульця-2» (перші два голи Сула забив з пенальті, фінальний рахунок матчу — 5:0). Всього менш ніж за півтора місяця з початку сезону 2017/18 встиг провести за «Реал Фарму» у Другій лізі 8 ігор, у яких забив 5 м'ячів, а також зіграв один матч у кубку.

### «Дніпро-1»
Своєю грою за «Реал Фарму» нападник привернув увагу СК «Дніпро-1», який у той час шукав заміну травмованому Олегу Кожушку. Сула перейшов до цього клубу 29 серпня 2017 року і вже наступного дня вперше зіграв за «дніпрян», замінивши Владислава Войцеховського на 64-й хвилині матчу Другої ліги проти «Миколаєва-2» (3:0). 20 вересня вийшов у стартовому складі у грі 1/16 Кубку України проти команди «Гірник-Спорт» і на 20-й хвилині забив єдиний гол у зустрічі, забезпечивши «Дніпру-1» вихід до наступного раунду змагання. Всього у складі дніпровської команди провів одну гру в кубку та 14 — у чемпіонаті, щоправда, здебільшого виходячи на заміну, та відзначився двома голами — по одному в кожному з цих турнірів. Після завершення вдалого для «дніпрян» сезону, в якому команда вийшла до півфіналу Кубку України та здобула срібні медалі Другої ліги, у Сули закінчився контракт, і він покинув команду.

### «Металіст 1925»
19 липня 2018 року підписав контракт з харківським клубом «Металіст 1925». Дебютував у новій команді 22 липня у грі першого туру Першої ліги «Металіст 1925» — «Агробізнес» (2:0). У цій грі Сула вийшов на заміну на 77-й хвилині за рахунку 0:0 замість Сергія Давидова і першим же дотиком до м'яча відкрив рахунок у матчі. Цей гол став дебютним у Першій лізі як для гравця, так і для «Металіста 1925». Попри те, що тренери харків'ян частіше довіряли місце єдиного форварда у стартовому складі команди її капітану Давидову, а Сула у більшості матчів (9 з 15 зіграних у чемпіонаті) виходив на заміну, Дмитро за підсумками першої частини сезону з п'ятьма забитими голами у чемпіонаті та одним — у кубку став другим бомбардиром команди після Олега Синиці. 6 грудня 2018 року гравець покинув «Металіст 1925».

### «Інгулець»
У кінці 2018 року став гравцем іншого першолігового клубу, «Інгульця». 7 квітня 2019 року в чвертьфінальному поєдинку Кубку України проти львівських «Карпат» (1:1, 5:4 за пенальті) Сула вийшов на поле в першому овертаймі замість Олександра Мішуренка та забив останній, вирішальний гол у серії післяматчевих пенальті. В грі 1/2 фіналу кубку з луганською «Зорею» (2:1) Дмитро також вийшов на заміну замість Мішуренка (на 74-й хвилині). 1 травня 2019 року Сула відзначився хет-триком у матчі чемпіонату проти ФК «Суми» (6:0). 15 травня форвард потрапив до заявки «Інгульця» на фінал кубку з «Шахтарем» (0:4), але на поле не виходив. У тому ж місяці Сула отримав першу серйозну травму в кар'єрі. Вперше після пошкодження зіграв у офіційній грі більше, ніж через п'ять місяців — 30 жовтня 2019 року. В той день Сула вийшов на заміну замість Олександра Акименка на 77-й хвилині поєдинку 1/8 фіналу Кубку України «Інгулець» — «Дніпро-1» (2:1).

### Повернення до «Реал Фарми»
8 вересня 2022 року був заявлений за «Реал Фарму». Провів за «фармацевтів» два матчі в Другій лізі, після чого вже 3 жовтня 2022 року був виключений із заявки команди.

### Виїзд за кордон
2023 року виїхав з України, 3 березня ставши гравцем клубу «Ганацка Славія» (Кромержиж), що виступав у третьому дивізіоні чемпіонату Чехії.
7 липня того ж року перейшов до клубу четвертого дивізіону чемпіонату Польщі «Вйонзовніца» з села В'язівниця Підкарпатського воєводства.

## Досягнення
- Срібний призер Другої ліги України: 2017/18
- Фіналіст Кубку України: 2018/19

## Особисте життя
Брат, Максим Сула — також футболіст, що виїхав з України в березні 2023 року.